# Pseudomeloe titschacki
Pseudomeloe titschacki es una especie de coleóptero de la familia Meloidae.

## Distribución geográfica
Habita en Perú.